# クリスティアン・アーチボルド・ハーター
クリスティアン・アーチボルド・ハーター（英語：Christian Archibald Herter、1895年3月28日 - 1966年12月30日）は、アメリカ合衆国の政治家、外交官。初代通商代表、マサチューセッツ州選出連邦下院議員、第59代マサチューセッツ州知事、第53代国務長官を歴任した。

## 生い立ち
1895年3月28日にフランスのパリで、海外在住のアメリカ人アーティストである両親のアルバート・ハーターとアデル・マクギニスとの間に誕生した。同市のエコール・アルザシエンヌに入学し（1901年-1904年）、ニューヨーク市へ移住してからはブラウニング・スクールへ通った（1904年-1911年）。1915年にハーバード大学を卒業し、後にベルリンのアメリカ大使館に駐在する外交官となった。1919年には後にアメリカ外交問題評議会となる会議に参加した。

## 私生活
1917年に裕福な遺産相続人であるメアリー・キャロライン・プラットと結婚した。彼女はプラット研究所所長を長く務めたフレデリック・B・プラット (1895年から1980年) の娘にして、スタンダード石油の大物チャールズ・プラットの孫娘であった。夫婦の間には3人の息子と1人の娘がおり、その中には国際関係に精力的に取り組んだクリスティアン・ハーター・ジュニアがいた。

## 政治家としての経歴
1943年にマサチューセッツ州選出の下院議員となり、1953年まで5期に渡って在職したが、ジョージ・H・ティンカムが確保していた下院のマサチューセッツ州第10選挙区の議席を巡る選挙運動を展開した。ハーターが選挙戦に加わるやティンカムは出馬を撤回し、これによりハーターは1942年の当選の道を開かれた。ハーターはフランクリン・ルーズベルトのニューディール政策の批判者であったが、1943年から1953年にかけて主にその外交的立場によって、特に1947年のいわゆるハーター委員会によって著名になった。同委員会の報告書はハリー・S・トルーマン大統領のマーシャル・プランに繋がる提案を主導した。この頃彼は非米活動を調査する議会の常任委員会への協力を拒否した。1947年にハーターは中東学者ジョージ・キャンプ・カイザーと共に中東研究所を設立した。1953年にマサチューセッツ州知事に選出され、議員職を辞した。
1956年の州知事選挙には立候補せず、1957年2月21日にドワイト・D・アイゼンハワー政権での国務次官に任命された。後にジョン・フォスター・ダレスが重病に陥ると、1959年4月22日に第53代アメリカ合衆国国務長官に任命された。ダレスはその1ヶ月後に死去した。1961年にハーターは大統領自由勲章を受章した。
1960年の選挙後はハーターは無職の"政界の長老"として様々な審議会や委員会に参加し、また初代通商代表としてケネディ、ジョンソン両大統領に仕えたが、1966年にワシントンD.C.で死去した。71歳であった。亡骸はマサチューセッツ州ミリスのプロスペクト・ヒル墓地に埋葬された。存命中は国際主義者として殊にヨーロッパの政治的・経済的関係を向上させたことで名高い。

## 遺産
1943年には結婚により遠戚となったポール・H・ニッツェと共に、ポール・H・ニッツェ高等国際問題研究院を共同設立した。同研究院は1950年、ジョンズ・ホプキンス大学に吸収された。現在大学院はワシントンD.C.・イタリアのボローニャ及び中華人民共和国の南京にキャンパスを有し、国際関係論・経済学及び政策研究に関する世界的リーダーとして認知されている。
1968年にアメリカ外交協会は現状について忌憚なく論じたり、あるいは現状に挑戦した上級外交官を顕彰するため、クリスティアン・A・ハーター賞を創設した。1948年にハーターはベイツ大学から法学博士号を授与された。
1940年代にクリスティアン・ハーターが設立を支援したボストン世界情勢評議会は、国際関係に対する個人の貢献を顕彰するクリスティアン・A・ハーター賞を有する。
マサチューセッツ州ブライトンのハーター公園はハーターに敬意を表して命名された。歴史教育その他のリベラルアーツのために建設されたアマーストのマサチューセッツ大学アマースト校の建物は、ハーターに因んで「ハーター・ホール」と命名された。

## 著書
- Christian Herter, Toward an Atlantic Community (1963)